# 困獸 (電影)
《困獸》（前名《世紀風暴》、《宿敵》）（英語：Death Stranding）是2023年中國大陆和香港合拍的動作犯罪片，於廣州、澳門、四川省成都及泰國拍攝，由香港導演彭發執導，並由钟汉良、吳鎮宇、胡杏兒、張兆輝領銜主演。

## 劇情簡介
博彩協會會長嚴正陽將華森集團列入賭權競投的黑名單，此舉成為了其首腦人物四爺(張兆輝 飾)實施一系列爭奪賭權行動的導火線。警方隨後接到嚴正陽被擄劫消息後，反黑辦公室主管李瑞明連同早前潛伏於泰國的得意門生文峰(鐘漢良 飾)更成立調查組專項調查相關案件。 四爺的太太朱莉(胡杏兒 飾)一天接到來自前男友文峰的電話並相約見面。另一邊，文峰亦受到博彩協會理事的老死君哲(吳鎮宇 飾)相約並直接勸戒他收手不要調查華森集團，最終兩人不歡而散。原來四爺的手下跟蹤著君哲，想除掉文峰以絕後患。文峰幸得隊員掩護，最終脫險。 朱莉被四爺識破放在茶壺內的竊聽器，被四爺利用來威脅文峰。沒想到，朱莉犧牲了自己，文峰趁亂跳入江中逃脫。君哲回想起前女友文琪間接因四爺慘死，深夜來找其哥文峰，兩人達成共識，一起為文琪報仇…

## 演員表

### 主要角色
| 演員                    | 角色   | 介紹                          |
| 吳鎮宇 （配音：蘇裕邦） | 左君哲 | 42歲 博彩協會監管會成員       |
| 钟汉良                  | 江文峰 | 38歲 博彩行動組組長兼青年警長 |
| 胡杏兒                  | 朱莉   | 臥底 隶属博彩行動組           |
| 張兆輝                  | 四爺   |                               |

### 其他角色
| 演員 | 角色           | 介紹 |
| 吉丽 | 阿丽           |      |
| 岑明 | 左君哲（少年） |      |

### 保安司

#### 刑事偵查（博彩行動）
| 演員   | 角色   | 介紹                                          |
| 钟汉良 | 江文峰 | 博彩行動組組長                                |
| 胡杏兒 | 朱莉   | 生前為臥底 派往潛伏四爺並暗中為江文峰收集證據 |

## 記事
- 2023年8月31日，《宿敵》宣佈改名《困獸》，正式宣布定档10月27日中國大陸上映[4]。

## 獎項
| 年份 | 頒獎典禮               | 獎項       | 入圍者 | 結果 |
| ---- | ---------------------- | ---------- | ------ | ---- |
| 2023 | 第十五屆澳門國際電影節 | 最佳男配角 | 張兆輝 | 獲獎 |
| 2023 | 第十五屆澳門國際電影節 | 最佳女配角 | 胡杏兒 | 提名 |

## 外部連結
- 香港影庫上《困獸》的資料（繁體中文）
- 豆瓣电影上《困獸》的資料 （简体中文）
- 时光网上《困獸》的資料（简体中文）